# Partecipanti alla Volta Ciclista a Catalunya 2025
Elenco dei partecipanti alla Volta Ciclista a Catalunya 2025.
La Volta Ciclista a Catalunya 2025 è stata la centoquattresima edizione della corsa. Alla competizione hanno preso parte 24 squadre: le diciotto iscritte all'UCI World Tour 2025 e sei squadre invitate dell'UCI ProTeam.
Ciascuna delle squadre è composta da sette ciclisti, per un totale di 168 ciclisti accreditati alla partenza, di cui solo 122 sono arrivati sul traguardo di Barcellona.

## Corridori per squadra
| UAE Team Emirates XRG | UAE Team Emirates XRG | UAE Team Emirates XRG | Team Visma-Lease a Bike | Team Visma-Lease a Bike | Team Visma-Lease a Bike | Soudal Quick-Step               | Soudal Quick-Step               | Soudal Quick-Step               |
| --------------------- | --------------------- | --------------------- | ----------------------- | ----------------------- | ----------------------- | ------------------------------- | ------------------------------- | ------------------------------- |
| Nº                    | Ciclista              | Clas.                 | Nº                      | Ciclista                | Clas.                   | Nº                              | Ciclista                        | Clas.                           |
| 1                     | Marc Soler            | 26º                   | 11                      | Sepp Kuss               | 23º                     | 21                              | Mikel Landa                     | 4º                              |
| 2                     | Adam Yates            | 32º                   | 12                      | Wilco Kelderman         | 21º                     | 22                              | Valentin Paret-Peintre          | R 4ª                            |
| 3                     | Juan Ayuso            | 2º                    | 13                      | Simon Yates             | 9º                      | 23                              | Junior Lecerf                   | 14º                             |
| 4                     | Pavel Sivakov         | R 7ª                  | 14                      | Bart Lemmen             | R 4ª                    | 24                              | Ethan Hayter                    | 104º                            |
| 5                     | Pablo Torres          | 28º                   | 15                      | Matthew Brennan         | NP 6ª                   | 25                              | Gianmarco Garofoli              | 44º                             |
| 6                     | Domen Novak           | R 7ª                  | 16                      | Menno Huising           | 60º                     | 26                              | James Knox                      | 50º                             |
| 7                     | Julius Johansen       | 116º                  | 17                      | Steven Kruijswijk       | R 7ª                    | 27                              | Pieter Serry                    | 80º                             |
| Lidl-Trek             | Lidl-Trek             | Lidl-Trek             | Red Bull-Bora-Hansgrohe | Red Bull-Bora-Hansgrohe | Red Bull-Bora-Hansgrohe | Decathlon AG2R La Mondiale Team | Decathlon AG2R La Mondiale Team | Decathlon AG2R La Mondiale Team |
| Nº                    | Ciclista              | Clas.                 | Nº                      | Ciclista                | Clas.                   | Nº                              | Ciclista                        | Clas.                           |
| 31                    | Quinn Simmons         | 67º                   | 41                      | Primož Roglič           | 1º                      | 51                              | Felix Gall                      | NP 6ª                           |
| 32                    | Juan Pedro López      | 15º                   | 42                      | Jan Tratnik             | 90º                     | 52                              | Dorian Godon                    | 54º                             |
| 33                    | Carlos Verona         | 47º                   | 43                      | Giulio Pellizzari       | 16º                     | 53                              | Andrea Vendrame                 | 73º                             |
| 34                    | Sam Oomen             | 42º                   | 44                      | Giovanni Aleotti        | 36º                     | 54                              | Clément Berthet                 | 53º                             |
| 35                    | Tao Geoghegan Hart    | NP 2ª                 | 45                      | Frederik Wandahl        | 68º                     | 55                              | Bruno Armirail                  | 65º                             |
| 36                    | Lennard Kämna         | 64º                   | 46                      | Alexander Hajek         | 85º                     | 56                              | Johannes Staune-Mittet          | 56º                             |
| 37                    | A. Gebreigzabhier     | 57º                   | 47                      | Nico Denz               | 106º                    | 57                              | Geoffrey Bouchard               | 46º                             |
| Ineos Grenadiers      | Ineos Grenadiers      | Ineos Grenadiers      | Alpecin-Deceuninck      | Alpecin-Deceuninck      | Alpecin-Deceuninck      | Groupama-FDJ                    | Groupama-FDJ                    | Groupama-FDJ                    |
| Nº                    | Ciclista              | Clas.                 | Nº                      | Ciclista                | Clas.                   | Nº                              | Ciclista                        | Clas.                           |
| 61                    | Geraint Thomas        | 45º                   | 71                      | Kaden Groves            | R 4ª                    | 81                              | Rudy Molard                     | 74º                             |
| 62                    | Egan Bernal           | 7º                    | 72                      | Quinten Hermans         | NP 4ª                   | 82                              | Brieuc Rolland                  | 34º                             |
| 63                    | Laurens De Plus       | 6º                    | 73                      | Tibor Del Grosso        | NP 7ª                   | 83                              | Rémy Rochas                     | R 7ª                            |
| 64                    | Axel Laurance         | 83º                   | 74                      | Stan Van Tricht         | R 3ª                    | 84                              | Tom Donnenwirth                 | 118º                            |
| 65                    | Michael Leonard       | 103º                  | 75                      | Gal Glivar              | NP 4ª                   | 85                              | Clément Braz Afonso             | 39º                             |
| 66                    | Lucas Hamilton        | 105º                  | 76                      | Edward Planckaert       | 86º                     | 86                              | Enzo Paleni                     | 79º                             |
| 67                    | Omar Fraile           | 84º                   | 77                      | Jimmy Janssens          | R 7ª                    | 87                              | Lorenzo Germani                 | 48º                             |
| EF Education-EasyPost | EF Education-EasyPost | EF Education-EasyPost | Movistar Team           | Movistar Team           | Movistar Team           | Team Jayco AlUla                | Team Jayco AlUla                | Team Jayco AlUla                |
| Nº                    | Ciclista              | Clas.                 | Nº                      | Ciclista                | Clas.                   | Nº                              | Ciclista                        | Clas.                           |
| 91                    | Richard Carapaz       | 10º                   | 101                     | Enric Mas               | 3º                      | 111                             | Ben O'Connor                    | 12º                             |
| 92                    | Marijn van den Berg   | NP 6ª                 | 102                     | Gregor Mühlberger       | 70º                     | 112                             | Anders Foldager                 | 107º                            |
| 93                    | Georg Steinhauser     | 55º                   | 103                     | Nairo Quintana          | 19º                     | 113                             | Koen Bouwman                    | 96º                             |
| 94                    | Darren Rafferty       | 87º                   | 104                     | William Barta           | R 7ª                    | 114                             | Welay Berhe                     | R 4ª                            |
| 95                    | Esteban Chaves        | 30º                   | 105                     | Antonio Pedrero         | 75º                     | 115                             | Alessandro De Marchi            | 110º                            |
| 96                    | Hugh Carthy           | R 4ª                  | 106                     | Michel Hessmann         | 89º                     | 116                             | Asbjørn Hellemose               | 69º                             |
| 97                    | James Shaw            | 82º                   | 107                     | Albert Torres           | R 7ª                    | 117                             | Chris Juul Jensen               | 94º                             |
| Intermarché-Wanty     | Intermarché-Wanty     | Intermarché-Wanty     | Team Picnic PostNL      | Team Picnic PostNL      | Team Picnic PostNL      | Bahrain Victorious              | Bahrain Victorious              | Bahrain Victorious              |
| Nº                    | Ciclista              | Clas.                 | Nº                      | Ciclista                | Clas.                   | Nº                              | Ciclista                        | Clas.                           |
| 121                   | Kamiel Bonneu         | NP 1ª                 | 131                     | Pavel Bittner           | 93º                     | 141                             | Lenny Martinez                  | 5º                              |
| 122                   | Louis Meintjes        | 40º                   | 132                     | Frank van den Broek     | 77º                     | 142                             | Matevž Govekar                  | R 7ª                            |
| 123                   | Dion Smith            | 66º                   | 133                     | Nils Eekhoff            | NP 6ª                   | 143                             | Afonso Eulálio                  | 61º                             |
| 124                   | Dries De Pooter       | NP 4ª                 | 134                     | Patrick Eddy            | R 7ª                    | 144                             | Rainer Kepplinger               | R 3ª                            |
| 125                   | Alexy Faure Prost     | 91º                   | 135                     | Robbe Dhondt            | 119º                    | 145                             | Finlay Pickering                | NP 4ª                           |
| 126                   | Kevin Colleoni        | 98º                   | 136                     | Timo Roosen             | R 7ª                    | 146                             | Nicolò Buratti                  | R 7ª                            |
| 127                   | Tom Paquot            | R 7ª                  | 137                     | Romain Combaud          | 112º                    | 147                             | Fran Miholjević                 | 102º                            |
| Arkéa-B&B Hotels      | Arkéa-B&B Hotels      | Arkéa-B&B Hotels      | Cofidis                 | Cofidis                 | Cofidis                 | XDS Astana Team                 | XDS Astana Team                 | XDS Astana Team                 |
| Nº                    | Ciclista              | Clas.                 | Nº                      | Ciclista                | Clas.                   | Nº                              | Ciclista                        | Clas.                           |
| 151                   | Cristián Rodríguez    | 24º                   | 161                     | Stanisław Aniołkowski   | NP 4ª                   | 171                             | Lorenzo Fortunato               | 20º                             |
| 152                   | Michel Ries           | 33º                   | 162                     | Sylvain Moniquet        | 108º                    | 172                             | Henok Mulubrhan                 | 88º                             |
| 153                   | Embret Svestad        | 35º                   | 163                     | Emanuel Buchmann        | 22º                     | 173                             | Wout Poels                      | 18º                             |
| 154                   | Louis Rouland         | 109º                  | 164                     | Jesús Herrada           | 72º                     | 174                             | Harold Martín López             | 13º                             |
| 155                   | Victor Guernalec      | 99º                   | 165                     | Jonathan Lastra         | R 7ª                    | 175                             | Darren van Bekkum               | 52º                             |
| 156                   | Laurens Huys          | R 3ª                  | 166                     | Nolann Mahoudo          | R 2ª                    | 176                             | Haoyu Su                        | R 3ª                            |
| 157                   | Élie Gesbert          | R 3ª                  | 167                     | Hugo Toumire            | 120º                    | 177                             | Ide Schelling                   | NP 7ª                           |
| Lotto                 | Lotto                 | Lotto                 | Israel-Premier Tech     | Israel-Premier Tech     | Israel-Premier Tech     | Caja Rural-Seguros RGA          | Caja Rural-Seguros RGA          | Caja Rural-Seguros RGA          |
| Nº                    | Ciclista              | Clas.                 | Nº                      | Ciclista                | Clas.                   | Nº                              | Ciclista                        | Clas.                           |
| 181                   | Lennert Van Eetvelt   | 8º                    | 191                     | Corbin Strong           | 49º                     | 201                             | Alex Molenaar                   | 81º                             |
| 182                   | Logan Currie          | 76º                   | 192                     | Matthew Riccitello      | 11º                     | 202                             | Jaume Guardeño                  | 31º                             |
| 183                   | Eduardo Sepúlveda     | 51º                   | 193                     | George Bennett          | 25º                     | 203                             | Abel Balderstone                | 101º                            |
| 184                   | Reuben Thompson       | 41º                   | 194                     | Ethan Vernon            | 92º                     | 204                             | Daniel Babor                    | R 7ª                            |
| 185                   | Henri Vandenabeele    | R 3ª                  | 195                     | Nick Schultz            | 100º                    | 205                             | Sebastian Berwick               | R 7ª                            |
| 186                   | Jonas Gregaard        | 113º                  | 196                     | Itamar Einhorn          | R 7ª                    | 206                             | Calum Johnston                  | 111º                            |
| 187                   | Jarrad Drizners       | R 7ª                  | 197                     | Simon Clarke            | NP 2ª                   | 207                             | Jan Castellon                   | 121º                            |
| Equipo Kern Pharma    | Equipo Kern Pharma    | Equipo Kern Pharma    | Burgos-Burpellet-BH     | Burgos-Burpellet-BH     | Burgos-Burpellet-BH     | Euskaltel-Euskadi               | Euskaltel-Euskadi               | Euskaltel-Euskadi               |
| Nº                    | Ciclista              | Clas.                 | Nº                      | Ciclista                | Clas.                   | Nº                              | Ciclista                        | Clas.                           |
| 211                   | Pau Miquel            | 59º                   | 221                     | José Luis Faura         | R 1ª                    | 231                             | Jon Aberasturi                  | NP 6ª                           |
| 212                   | Urko Berrade          | 78º                   | 222                     | Eric Fagúndez           | 37º                     | 232                             | Márton Dina                     | 114º                            |
| 213                   | José Félix Parra      | 63º                   | 223                     | José Manuel Díaz        | 17º                     | 233                             | Mikel Bizkarra                  | 62º                             |
| 214                   | Mats Wenzel           | 95º                   | 224                     | Sergio Chumil           | 38º                     | 234                             | Jokin Murguialday               | 122º                            |
| 215                   | Iván Sosa             | 43º                   | 225                     | Mario Aparicio          | 29º                     | 235                             | Jon Agirre                      | R 1ª                            |
| 216                   | Iván Cobo             | 58º                   | 226                     | Josh Burnett            | 71º                     | 236                             | Danny van der Tuuk              | 117º                            |
| 217                   | Diego Uriarte         | 115º                  | 227                     | Carlos García Pierna    | 27º                     | 237                             | Nicolás Alustiza                | 97º                             |

### Legenda
| Legenda | Legenda | Legenda | Legenda                                                       |
| ------- | --- | ------- | ------------------------------------------------------------- |
| Nº      | Dorsale di partenza del ciclista | Clas.   | Posizione finale nella classifica generale                    |
|         | Indica il vincitore della classifica generale                                                                                        |         | Indica il vincitore della classifica scalatori                |
|         | Indica il vincitore della classifica a punti                                                                                         |         | Indica il vincitore della classifica dei giovani              |
| NP      | Indica un ciclista che non è ripartito in una tappa la mattina                                                                       | R       | Indica un ciclista che si è ritirato in una tappa             |
| FT      | Indica un ciclista che ha concluso una tappa fuori tempo, ossia ha impiegato più tempo rispetto a quanto stabilito dal tempo massimo | SQ      | Corridore squalificato per non aver rispettato il regolamento |